# Urbaniseringen i Danmark
Urbaniseringen i Danmark betegner den udvikling, hvor med tiden en stigende andel af befolkningen i Danmark lever i bymæssige bebyggelser. Dette er sket ved dels, at eksisterende byer er vokset, dels ved fremvæksten af nye bysamfund.

## Urbaniseringens årsager
Urbaniseringens forudsætninger er befolkningsvækst og en tendens til at samle befolkningen på bestemte steder (byer eller urbane miljøer, deraf udtrykket "urbanisering").
Befolkningsvæksten kan skyldes dels fødselsoverskud (der fødes flere mennesker, end der dør), dels nettotilvandring eller nettoindvandring (der flytter flere til eller ind i et område, end der flytter væk).
Befolkningen vil bosætte sig der, hvor de har udsigt til de højeste lønninger, og dens bosættelsesmønster påvirkes derfor af ændringer i næringslivet. Man kan således skelne mellem næringsvirksomhed, der bidrager til at sprede befolkningen (centrifugale) henholdsvis til at samle befolkningen (centripetale kræfter) idet man overordnet kan opdele næringslivet i 4 grupper:
- natur- eller råstofudnyttende (ekstraktive) næringer, herunder landbrug og minedrift,
- forbindende eller sammenknyttende (distributive) næringer, herunder handel, samfærdsel, kommunikation (post, telefon, telegraf) og finansvirksomhed,
- fremstillings- og forarbejdningsvirksomhed,
- tjenesteydelser, liberale erhverv og administration.

De råstofudnyttende næringer forudsætter en forholdsvis spredt befolkning, omend minedrift bevirker en vis samling i (mindre) bebyggelser.
De forbindende næringer kendetegnes ved samlende kræfter. Forbedringer eller udvidelser af samfærdselsnettet medfører, at forholdsvis flere sysselsættes i knudepunkterne. Handel samles under denne proces i centre samtidig med, at disses handels- og betjeningsoplande vil blive udvidet og kraftigere.
Fremstillings- og forarbejdningserhvervene havde i det 19. århundrede i nogen grad samlende tendenser, fordi dampmaskiner og fordele ved stordrift kombineredes med transport, hvis knudepunkter netop var storbyer. Samtidig kunne industri imidlertid bevirke fremkomsten af nye knudepunkter, idet industrien bevirkende en vis samling af de derved sysselsatte. Fremkomsten af nye samfærdselsmidler (især personbilen) har dog siden begyndelsen af det 20. århundrede svækket disse træk.
Endelig var handels- og tjenesteydende næringers fordeling en følgevirkning af befolkningens og efterspørgslens fordeling og fulgte derfor de øvrige næringsvejes tendenser til at samles i byer.
Samlet set vil alle næringsveje bortset fra landbruget således virke befolkningssamlende, og da landbrugets beskæftigelsesmæssige betydning var aftagende, betød dette stadig mindre.

## Urbaniseringens rumlige fordeling og betydningen heraf
Urbaniseringen forløb ikke ens over hele landet. Groft sagt kan man inddele urbaniseringen i 5 delforløb (politiske og økonomiske kræfter eller rørelser), der indvirkede uens i landskabet og som delvist kunne overlappe hinanden:
1. landborørelsen,
2. vejby- og stationsbyrørelsen,
3. forstadsrørelsen,
4. havnerørelsen,
5. landliggerrørelsen.

Hver for sig påvirkede disse bestemte dele af landet, og fra at være forholdsvis klart opdelt i købstæder og det åbne land skete der frem til omkring 1. verdenskrig dels dannelsen af nye byer, dels en spredning af købstædernes bysamfund over større, tidligere landdistrikter og i forbindelse hermed en spredning af de gamle bynæringer: håndværk, handel, tjenesteydelser (herunder ikke mindst af offentligt ansatte) samt den på samme tid voksende industri og samfærdselsvirksomhed. For mellemkrigstiden skete der der imod stort set kun en forstærkelse af det da nye bebyggelsesmønster, og efter 2. verdenskrig blev skellet mellem by og land fastholdt til trods for, at landdistrikternes befolkning med tiden overvejende var sysselsat i de traditionelle byerhverv, idet pendlingen fra boligen på landet til arbejdspladsen i byen voksede til et tidligere uset omfang.

### Landborørelsen
Landborørelsen var knyttet til det åbne land. Landborørelsen tog sit opsving omkring 1864 efter afståelsen af Sønderjylland, Holsten og Lauenborg og bestod i ulige tiltag for bedre at udnytte det åbne land til landbrugsdrift. Man kan i hovedsagen skelne mellem tre slags tiltag: hedeopdyrkningen og landvindinger, andelsbevægelsen samt husmandsreformerne.
Opdyrkningen af de jyske heder var påbegyndt allerede omkring midten af 1800-tallet. Efter oprettelsen af Hedeselskabet i 1866 gennemførtes dels opdyrkningen af tidligere hedestrækninger, dels en række landindvindinger, tørlægninger af vådområder og opdyrkninger af tidligere overdrevsområder.
Andelsrørelsen tog sin begyndelse ved oprettelsen af brugsforeninger fra 1866 både i landdistrikter og i byerne. Fra omkring 1880 til 1900 indtrådte en kornhandelskrise i Europa, da der begyndte at ske store stigninger i tilførslen af billigt korn fra Ukraine, USA og Indien. I Danmark medførte dette, at omlægning mod husdyrbrug blev fremmet. Opfindelsen af centrifugen i 1878 medførte vidtgående ændringer i mejeribruget og oprettelsen af et stort antal andelsmejerier fra 1882. Disse blev i betydeligt omfang lagt i de gamle landsbyer. Fra 1887 indledtes oprettelsen af andelsslagterier, i begyndelsen fortrinsvis i købstæder men senere tillige i stationsbyer.
I 1899 vedtoges statshusmandsloven, der skulle tilvejebringe jordlodder til husmandsbrug, og i 1919 vedtoges lovene om afhændelse af præstegårdsjord, om majoraters overgang til fri ejendom og om vilkår for bortsalg af jord i offentligt eje; i lovgivningen var indeholdt bestemmelser om at oprette nye husmandsbrug ved, at staten stillede den ved nævnte love erhvervede jord til rådighed mod, at jordbrugeren skulle forrente jordværdien. De såkaldte "husmandslove" spillede en rolle frem til omkring 1940.
Sammenlagt medførte landborørelsen en bedre udnyttelse af det åbne land, derimod havde den kun beskeden indflydelse for håndværk og handel. I de fleste tilfælde bestod landsbyens næringsliv i en smedie, en købmand, en bager, et mejeri, senere også et bilværksted, mens de store andelsmejerier, andelsslagterier og andre andelsforetagender blev henlagt til købstæder og de fremvoksende vejbyer og stationsbyer – med andre ord: til trods for sikringen af fremgang for landbrugsdrivende fastholdt landborørelsen adskillelsen mellem land og by.
Efter 2. verdenskrig blev næringslivet i landsbyer og landbrugsbyer i stigende grad udsat for konkurrence fra næringslivet i større byer dels som følge af rutebilnettets udbygning, dels som følge af privatbilismens fremgang, og en afvikling af stedlig oplandsvirksomhed skete. På lignende måde blev udbuddet af offentlige tjenester samlet i de lidt større byer, således blev tidligere tiders landsbyskoler erstattede af nye, større centralskoler allerede fra 1950-erne.

### Vejby- og stationsbyrørelsen
Vejby- og stationsbyrørelsen var ligeledes knyttet til det åbne land, men virkede kun stedvist. Vejbyer og stationsbyer voksede frem for at opfylde landområdernes behov for samfundstjenester, for håndværkere og for udvalgsvarebutikker samt offentlige og private tjenester i områder beliggende i forholdsvis stor afstand til nærmeste købstad. I visse tilfælde opstod de nye byer som følge af opkomsten af landlige industrier: teglværker, savværker eller lignende. De fleste bydannelser i landdistrikterne voksede frem mellem 1880 og 1920 som svar på det voksende behov på landet for handlende, håndværkere og tjenesteydelser.
De nye bydannelser var i hovedtræk følgen af to forhold, dels næringsfrihedens indførelse i 1857, dels oplandsforholdene (det vil sige det omkringliggende område, som en bebyggelse med sine handlende, håndværkere og tjenesteydelser kunne betjene uden for stor konkurrence fra andre udbydere).
Vejbyer og stationsbyer gjorde sig kun gældende på mindre, indbyrdes adskilte steder, nemlig dels i vejkryds, dels ved jernbanestationer i det åbne land, og konkurrencevilkårene havde da stor betydning i forbindelse med beliggenhedsvalget for de næringsdrivende, idet der udviklede sig en tendens til, at de nye byer med tiden blev rangordnede i henseende til udbud således, at næringslivet blev mest udviklet i bebyggelser med beliggenhed længst fra købstæder, midtvejsbyerne, og mindre udviklet nærmere købstæderne. Indtil 1920 blev person- og godsbefordringen altovervejende varetaget af jernbanerne, men i mellemkrigstiden begyndte lastbiler og rutebiler at konkurrere med jernbanerne. Dette medførte, at der fortsat kunne ske en spredning af bosættelsen og af de næringsdrivende, og enkelte nye vejbyer voksede frem, men som helhed skete der ikke større ændringer i bymønsteret, der allerede omkring 1920 havde fået sit nye præg.

### Forstadsrørelsen
Forstadsrørelsen var knyttet til købstæderne. Forstæder var de byområder, som voksede frem uden for købstædernes kommunegrænser men i virkeligheden var en del af købstadens samlede byområde. Sådanne forstæder begyndte at vokse frem, da købstæderne fra anden halvdel af 1800-tallet oplevede en stor vækst i indbyggertallet som følge af befolkningstilflytning og fødselsoverskud, hvilken tilvækst med tiden ikke længere kunne rummes inden for de gamle købstadsgrænser. Ofte lå forstæderne som umiddelbare fortsættelser af det bebyggede område, men der kunne – især i forbindelse med de større byer – udvikle sig forstæder, der i begyndelsen lå mere eller mindre adskilt fra resten af byen af grønne områder og åbent land.
I mellemkrigstiden bredte forstæderne sig længere og længere væk fra købstæderne (til trods for jævnlige indlemmelser af forstæder i købstadskommunerne), hvilket tillige afspejlede sig i landkommunernes befolkningers næringssammensætning og i en stigende pendling fra spredte småbyer til arbejdspladser i købstæderne.
I de egentlige forstæder udvikledes oftest et vist næringsliv, men ikke så omfattende som i vejbyer og stationsbyer af samme størrelse, idet store dele af behovene for arbejdspladser, håndværkere, handlende og tjenesteydelser kunne opfyldes af købstadens næringsliv.

### Havnerørelsen
Endnu frem til midten af 1800-tallet fandtes der kun få egentlige havne. I købstæderne klarede man sig med en skibbro, som regel i en åmunding, mens man i landdistrikterne de fleste steder trak bådene på land. Fra omkring midten af 1800-tallet begyndte man at bygge havne dels i fiskerlejer, dels ved overfartssteder. Følgen heraf blev forbedrede besejlingsforhold, hvilket kunne fremme de næringsmæssige muligheder såvel for de egentlige søfarende som for andre.
Enkelte steder, især langs den jyske vestkyst, blev desuden opført helt nye havde på steder, hvor der tidligere dårligt nok havde været et fiskerleje, og helt nye bebyggelser voksede op i tilknytning til disse havne, især som fiskeribyer.
Havnerørelsen er i sin natur knyttet til kystegnene men dette på tværs af skellet mellem købstad og landdistrikt. Havnene påvirker stedvist, og mange gamle ladepladser og udskibningssteder, der ikke fik anlagt en tidssvarende havn, mistede tidligere tiders betydning.
For mange byer betød tilstedeværelsen af en færgehavn igennem hele det 20. århundrede sikringen af et antal arbejdspladser i tilknytning til færgefarten. Med oprettelsen af faste bro- og tunnelforbindelser mellem øer og landsdele bortfaldt disse, og sådanne steder måtte der efter på anden måde søge at finde erstatning for det tabte. Omdannelsen af tidligere færge- og godshavne til boligområder har ikke virket fremmende for sådanne muligheder men nok bevirket sikringen af en del boligsøgende; til gengæld har omdannelse af gamle havneområder til kontorformål sikret arbejdspladser, men på bekostning af havnenes traditionelle muligheder.

### Landliggerrørelsen
Landliggerrørelsen var ligeledes knyttet til kysterne, især i Nordøstsjælland (indflydelsen nåede næppe over 1 kilometer ind i landet og oftest mindre). Indtil omkring 1860 var landliggerlivet omkring hovedstaden stort set samlet omkring Dyrehaven ved Klampenborg og egnen lige nord for København, men i løbet af de følgende årtier bredte landliggerlivet sig nordpå langs Øresundskysten, og fra omkring 1900 tillige til Kattegatkysten, især efter anlæggelsen af jernbanerne Gribskovbanen (1896), Hillerød-Frederiksværk-Hundestedbanen (1897, forlænget 1916), Hillerød-Tisvildelejebanen (1897, forlænget 1924) og Helsingør-Hornbæk-Gilleleje Banen (1906, forlænget 1916).
Landliggerrørelsens glanstid lå mellem 1890 og 1914, hvorefter den svækkedes langsomt men sikkert, og efter 1950 døde de sidste rester af landliggerrørelsen ud til fordel for udlandsrejser, lejrture og andre nye slags ferieliv. Landliggerrørelsen satte under sin glanstid sit præg på kysterne i form af badehoteller, badepensionater og landliggervillaer. Dette gav sysselsætning til ansatte på badehotellerne og til håndværkere i forbindelse med opførelsen, senere vedligeholdelsen, af landliggervillaerne, men derud over gav landliggerrørelsen kun beskedent grundlag for anden næringsvirksomhed.

## Urbaniseringens tidsmæssige forløb
I Danmark fandt en kraftig urbanisering sted fra cirka 1840 til 1960, jævnfør nedenstående tabel.
| År   | Købstæder | Forstæder | Bymæssige bebyggelser | Landdistrikter | I alt     | % i landdistrikter |
| ---- | --------- | --------- | --------------------- | -------------- | --------- | ------------------ |
| 1769 | 158.151   |           |                       |                | 797.584   |                    |
| 1787 | 173.239   |           |                       |                | 841.806   |                    |
| 1801 | 192.056   | 1.576     | 10.836                | 724.533        | 929.001   | 77,99              |
| 1834 | 252.941   |           |                       |                | 1.230.964 |                    |
| 1840 | 261.556   | 2.598     | 15.981                | 1.008.940      | 1.289.075 | 78.27              |
| 1860 | 369.083   | 13.164    | 21.411                | 1.204.704      | 1.608.362 | 74,90              |
| 1870 | 434.468   | 23.415    | 24.415                | 1.293.023      | 1.784.741 | 72,45              |
| 1880 | 542.268   | 38.159    | 29.988                | 1.348.924      | 1.969.039 | 68,51              |
| 1890 | 710.520   | 53.962    | 40.073                | 1.356.091      | 2.172.380 | 62,42              |
| 1901 | 857.160   | 99.712    | 84.982                | 1.407.686      | 2.449.540 | 57,47              |
| 1906 | 932.822   | 137.276   | 136.537               | 1.382.284      | 2.588.919 | 53,39              |
| 1911 | 1.016.503 | 175.917   | 141.261               | 1.423.395      | 2.757.076 | 51,63              |
| 1916 | 1.108.186 | 196.946   | 260.380               | 1.355.850      | 2.921.362 | 46,41              |
| 1921 | 1.271.600 | 226.936   | 285.676               | 1.483.619      | 3.267.831 | 45,40              |
| 1925 | 1.337.951 | 262.964   | 338.503               | 1.434.137      | 3.434.555 | 43,53              |
| 1930 | 1.404.811 | 300.482   | 379.149               | 1.466.214      | 3.550.656 | 41,29              |
| 1950 | 2.105.817 | 324.958   | 456.393               | 1.394.107      | 4.281.275 | 32,56              |
| 1955 | 2.149.157 | 419.515   | 501.646               | 1.378.083      | 4.448.401 | 30.98              |

kilde: Danmarks Statistiks folketællinger. Tallene omfatter indtil 1921 grænsen fra 1864. Frederiksberg og Gentofte er talt under forstæder, Marstal under byer, Esbjerg, Løgstør, Nørresundby og Silkeborg er talt under byer indtil 1890, fra 1901 under købstæder. Bemærk, at tallene modsvarer forholdene på tællingsdagen uden hensyn til administrative ændringer.
Man kan bemærke sig, at befolkningsvæksten i landdistrikterne fortsatte indtil 1930, hvorefter en nedgang satte ind.

### Urbaniseringens hovedfaser
Udviklingen for de bymæssige bebyggelser på landet falder i fire perioder: tiden indtil omkring 1840, 1840-1885, 1885-1945 og tiden efter 1945. Sammenhængen mellem befolkningsudvikling og industriudvikling er for hver periode udtalt.

#### Det førindustrielle tid (tiden indtil 1840)
Tiden fra 1801 til 1840 er blevet karakteriseret som "manglende urbanisering i den forstand, at byerne endog havde vanskeligt ved at følge med befolkningsudviklingen i landdistrikterne." Dette skyldes især Københavns meget svage udvikling, mens billedet for provinsbyerne var mere nuanceret.
I det danske stændersamfund (tiden fra begyndelsen af middelalderen indtil 1840) var købstadsprivilegier af afgørende betydning for fordelingen af håndværkere og handlende, idet denne virksomhed med få undtagelser var forbeholdt borgere i købstæderne. Adelige og efter 1660 også borgerlige godsejere levede af landbrugsdriften på privilegeret jord og havde ret til selv at udskibe og sælge korn til udlandet. Gejstligheden levede som embedsmænd ved købstædernes og landsbyernes kirker. Til trods for, at købstadsprivilegierne udgjorde et grundlæggende element ved opbygningen af samfundet og dannelsen af bysamfund, var der allerede fra 1600-tallet og frem til ophævelsen af privilegierne omkring midten af 1800-tallet en række bydannelser, der virkede uden at have købstadsrettigheder. Håndværk og handel i disse bydannelser var ikke i overensstemmelse med loven, men blev ikke desto mindre tålt. Det gælder for byerne Allinge-Sandvig på Bornholm (521 indbyggere i 1769, heraf 303 i Allinge og 218 i Sandvig; 545 i 1787 og 722 i 1801), i Nordsjælland Hillerød (ophøjet til købstad i 1750’erne, idet byen havde fået privilegier allerede 1569; 1114 indbyggere 1769), Fladstrand i Nordjylland (587 indbyggere i 1769, 489 i 1787 og 463 i 1801; ophøjet til købstad under navnet Frederikshavn 1818), samt ved Limfjorden Løgstør (392 indbyggere i 1769, 377 i 1787 og 463 i 1801), Nibe (der blev ophøjet til købstad allerede 1727, 1029 indbyggere i 1769 og 1044 i 1801) og Nørresundby (495 indbyggere i 1787 og 606 i 1801). Igennem omsætning af landbrugets varer og af varer indført fra udlandet skulle købstædernes købmænd ernære sig. Her kom stædernes oplande til at spille en stor rolle. De store købmænd stod som mellemled mellem godsejerne og afsætningsmarkederne og aftog godsernes korn, okser, smør med mere, og til gengæld indførte de udenlandske håndværks- og fabriksvarer og fremmede råvarer til de købedygtige godsejere; bønderne fik først betydning som marked efter ophævelsen af fæstevæsenet og indførelsen af pengeøkonomi i deres drift. Nær sammenhæng med handelen havde skibsfarten, der fragtede det danske korn, smør og i et vist omfang øksne til hovedafsætningsmarkederne i Tyskland og Nederlandene og hjemførte udenlandske fabriksvarer og råvarer som klæde, krydderier og norsk træ. Det var derfor ikke nogen tilfældighed, når flere af de ikke-privilegerede byer var ladepladser ved kysten. Ved midten af 1800-tallet var de største nye byer ved siden af de omtalte søfarts- og fiskeribyerne Dragør på Amager (1629 indbyggere 1840), Marstal på Ærø (760 indbyggere i 1769, 925 i 1787 og 1449 i 1801) samt Hals ved Limfjorden (643 indbyggere i 1801).
Denne ordning holdt sig stort set uændret indtil omkring 1840. Forklaringen skal sandsynligvis først søges i det forhold, at befolkningsvæksten var meget lille, hvorfor det var yderst få mennesker, der kunne brødføde sig ved håndværk og handel; faktisk gjorde de skiftende regeringer gennem det 17. og 18. århundrede sig store anstrengelser for blot at få de anerkendte købstæder til at trives. Tilvandringen til købstæderne var i det store og hele ikke større end, at disse kunne opsuge tilflytterne.
Ved siden af de nævnte ladepladser udviklede sig fra slutningen af 1700-tallet en række nye tingbyer og tingsteder (Hørsholm, Fredensborg, Høng, Hørup (senere Kjellerup), Ketterup (senere Fjerritslev), Bælum, Brædstrup, Holsted, Skjern, Herning, Odder samt Hammel) oplandsbyer og fabrikssteder (Kongens Lyngby, Usserød, Hellebæk, Frederiksværk, Fakse, Fensmark foruden en række steder i jyske ådale); ingen af disse steder synes dog at have haft større betydning for bynæringernes udøvelse.
Skillelinjen mellem tingbyer, tingsteder og oplandsbyer kan sammenfattes således: tingbyer var bebyggelser, der foruden tingsted og/eller herredsfoged-/birkedommerbolig tillige havde læge, apotek, købmand og kro samt tillige skole og flere håndværkere allerede omkring midten af 1800-tallet, mens tingsteder nok havde tingsted og/eller herredsfoged-/birkedommerbolig men derudover savnede andre oplandsrettede tjestester; omvendt havde oplandsbyerne ikke tingsted men til gengæld læge og apotek, skole og kro. Som det skulle vise sig, var denne oplandsrettede næringssammensætning langt mere byudviklingsfremmende end hvad forekomsten af et tingsted alene kunne fremme.

##### Tingbyer og tingsteder
Hørsholm var i midten af 1800-tallet tingsted og havde bolig for birkedommeren, i byen lå en kaserne med tilhørende huseskadron, postkontor, apotek og læge, der lå fem fabrikker i byen (stivelsesfabrik, garveri og flere bryggerier) og blev afholdt markeder. Byen havde 501 indbyggere i 1801, 643 i 1840. Hørsholm udviste en beskeden og ret springende befolkningsudvikling i de følgende årtier, muligvis afspejlende fabriksvirksomhedens skiftende vilkår.
Fredensborg var en gammel slotsby, ting- og valgsted, opvokset i tilknytning til det i 1720 opførte slot. Jernbaneforbindelse fik byen allerede 1864, men til trods herfor var udviklingen stagnerende: 443 indbyggere i 1801, 618 indbyggere i 1840, 758 i 1860 , 776 i 1870 og 795 i 1880; fra 1880 til 1890 var indbyggertallet endda faldende. Fredensborgs manglende vækst skal givetvis ses i lyset af dels købstaden Hillerøds nærhed, dels fraværet af industri. I midten af 1800-tallet beskrives byen som ”en samling af større og mindre lyststeder, boliger for pensionister, embedsmænd samt handlende, håndværkere og almuefolk”.
Høng blev tingsted 1838. Nogen egentlig bymæssig udvikling synes ikke at have fundet sted i løbet af 1800-tallet.
Odder var hovedby i Hads Herred; ved byen lå 5 vandmøller tæt efter hinanden på en henved 2 km lang strækning af Odder Å. Byen havde apotek og fra midten af 1800-tallet afholdtes 2 årlige markeder. Byen havde 469 indbyggere i 1801, 889 indbyggere 1840.
Herning var tingsted, havde læge og apotek, postekspedition, håndværkere og handlende og lå nær markedet i Gjelleruplund. Byen fik jernbaneforbindelse i 1877 og udviklede sig med rivende hast: 21 indbyggere i 1840, 101 i 1860, 246 i 1870 – denne udvikling takket være beliggenheden i et vejknudepunkt – 1064 i 1880, allerede 2166 i 1890 og 3706 indbyggere i 1901.
Hammel var tingsted, og byen havde læge og kro. 1848 oprettedes et apotek, og 1866 en klædefabrik i byen. Hammel voksede hurtigt og havde ved folketællingen i 1901 1235 indbyggere.
Bælum havde tingsted og kro i 1855 men ingen læge og apotek. Byen stagnerede og blev overhalet af andre nærtliggende steder.
Skjern havde tingsted, postekspedition og kro. Længe synes Skjern at have stået noget i skyggen af Tarm, og der var næppe givet på forhånd at Skjern ville vokse sig større end denne.
Vestervig var tingsted, havde læge, apotek og kro og var dermed selvskreven til at blive oplandsknudepunkt i det sydlige Thy. At Hurup siden overtog denne førerstilling, skyldes sikkert to forhold, dels tilbagegangen for den indenfjordske skudehandel, dels oprettelsen af banelinjen til Thisted i 1882, hvor Hurup – ikke Vestervig – fik jernbanestation.
Holsted var tingsted og havde en kro. Med oprettelsen af en øst-vestgående tværbane 1874 i nogle kilometers afstand og med jernbanestation nær krydsningen af en bivej til Stenderup, udvikledes ved stationen en livskraftig konkurrent – Holsted stationsby – til den gamle tingby.

##### Oplandsbyer
Blandt de tidlige oplandsbyer med læge og apotek omkring 1855 var Ringe på Fyn, Grindsted, Hornslet, Ketterup, Tarm og Ørsted – alle i Jylland. Fraset, at Ketterup (med kirke, præstegård, distriktslægebolig, apotek og skole) senere afløstes af det bedre beliggende Fjerritslev (med postekspedition og kro og beliggende i et T-vejkryds mellem den øst-vestgående vej mellem Thisted og Nørresundby og stikvejen mod syd til overfartsstedet ved Aggersundshuse), udviklede alle disse steder sig til betydningsfulde oplandsbyer i den kommende tid.

##### Fabriksbyer og fabrikssteder
Ligesom et tingsted i sig selv ikke var tilstrækkeligt til at sikre byudvikling, gjaldt dette også fabriksvirksomhed. I de byer, hvor fabriksvirksomheden var suppleret med oplandsrettede ydelser, synes vilkårene for byudvikling bedre end i de byer, hvor fabriksvirksomhed spillede en fremtrædende rolle eller oplandet begrænset.
Kgs. Lyngby var allerede ved begyndelsen af 1800-tallet en betydelig by: 890 indbyggere 1801, 1175 indbyggere i 1840. Byen havde både oplandsrettede tjenester og fabriksvirksomhed, til dels knyttet til Mølleåen.
Ved Usserød lå en militær klædefabrik ved Usserød å, oprettet i 1790'erne, i 1855 med omkring 175 ansatte.
I Hellebæk lå en geværfabrik. Den ældste fabrik på stedet oprettedes allerede i 1600-tallet , idet man ved hjælp af et system af gravede kanaler og opstemninger havde skabt muligheder for mølledrift; en lille by voksede op omkring en række vandmøller. I begyndelsen produceredes mel og gryn. Senere kom værkstedsmøller til, og hele virksomheden blev kaldt Hammermøllen. I 1660'erne startede geværfabrikationen, den voksede støt gennem tiden, og sidst i 1700-tallet antog værket navnet Kronborg Geværfabrik. Byen lå inden for Helsingør købstads læbælte og havde ingen handlende.
Ved Frederiksværk udnyttedes vandkraften fra en kanal, som i 1719 gravedes gennem tangen mellem Arresø og Roskilde Fjord. 1756 blev området langs kanalen overdraget kancelliråd J.F. Classen og etatsråd Just Fabritius med den klausul, at der skulle fremstilles krudt. Til det formål opførtes 6 møller, men Classen gik videre og etablerede et kanonstøberi, som var i drift til 1832. I 1858 var der på stedet jernstøberi (90 sysselsatte), maskinfabrik (60 sysselsatte), knivfabrik med slibemølle (57 sysselsatte), krudtfabrik (27 sysselsatte) og kobbervalseværk (24 sysselsatte), desuden bryggerier, smedeværksted for agerdyrkningsredskaber og 2 købmandsforretninger. Byen havde 185 indbyggere i 1769, 306 i 1787 og 505 i 1801.
Fakse kalkbrud blev først industrielt udnyttet fra 1862.
Ved Fensmark oprettedes 1825 Holmegaard Glasværk, Danmarks ældste glasværk.
Sammenfattende kan det således siges, at de fleste af de nævnte bymæssige bebyggelser frem til midten af 1800-tallet havde en stagnerende befolkning, skabt ved en samling af mennesker først og fremmet forårsaget af fabriksvirksomhed, der udnyttede stedlig vandkraft og dermed stod på et førindustrielt stade.

#### Industrialiseringens første fase (1840-1870)
Fra omkring 1840 indtrådte tydelige skift i befolkningsudviklingen, idet købstæderne nu udviste en tydeligt større befolkningsvækst end landsognene. Specielt blev Hovedstadens tidligere stagnation nu afløst af stigende befolkningsvækst.
I forbindelse med folketællingerne fra og med 1845 spurgtes om indbyggernes fødested. Dermed er det muligt at belyse flytninger i det omfang, fødested og opholdssted var forskellige. For København og provinskøbstæderne foreligger der oversigter, der gør det muligt at danne sig et overordnet billede af stædernes indbyggeres fødsels- og opholdssted, jævnfør nedenstående tabeloversigt.
| År   | Opholdssted         | Fødested København | Født samme provinsby | Født anden provinsby | Født landdistrikt |
| ---- | ------------------- | ------------------ | -------------------- | -------------------- | ----------------- |
| 1850 | København           | 67,8 %             | -                    | 13,2 %               | 19,0 %            |
|      | Provinsbyer Øer     | 6,2 %              | 52,4 %               | 11,0 %               | 30,2 %            |
|      | Provinsbyer Jylland | 3,6 %              | 53,8 %               | 12,3 %               | 30,3 %            |
| 1880 | København           | 59,2 %             | -                    | 16,1 %               | 24,7 %            |
|      | Provinsbyer Øer     | 4,8 %              | 47,0 %               | 10,1 %               | 38,1 %            |
|      | Provinsbyer Jylland | 2,8 %              | 45,8 %               | 11,7 %               | 39,9 %            |
| 1901 | København           | 57,7 %             | -                    | 16,3 %               | 26,1 %            |
|      | Provinsbyer Øer     | 4,5 %              | 44,6 %               | 10,2 %               | 40,7 %            |
|      | Provinsbyer Jylland | 2,5 %              | 40,8 %               | 11,4 %               | 45,3 %            |

Bybefolkningens fordeling på hovedområder og efter fødested 1850, 1880 og 1901.

Kilde: Statistisk Tabelværk 5 Række Litra A nr. 5

Befolkningen 1850 er opgjort de jure, mens den 1880 og 1901 er opgjort de facto.
Tabellen viser, at andelen af hovedstadens og købstædernes stedfødte indbyggere faldt i anden halvdel af 1800-tallet, først og fremmest som følge af indvandring fra landdistrikterne, mens andelen af flytninger mellem købstæderne indbyrdes var faldende.
For landsognenes vedkommende svækkedes befolkningsvæksten i de østlige egne (Østjylland og øerne) og erstattedes stedvist af befolkningstilbagegang, især efter 1860. Samtidig udviste imidlertid landsognene i Vestjyllands hedeegne, i Himmerland og i Vendsyssel allerede fra 1855 en tydelig befolkningsvækst, hvilket må ses i lyset af hedeopdyrkningen, der satte ind allerede inden oprettelsen af Hedeselskabet. Bornholm udviste et skiftende billede, hvor befolkningsvækst afløstes af fald og så fornyet fremgang.

##### Oplandssteder
Fra 1840 til omkring 1870 spillede vejnettet en væsentlig rolle for bebyggelsen, idet en del af de næringsdrivende, som bosatte sig i landdistrikterne både før og efter næringslovens vedtagelse, slog sig ned dels i de daværende landsbyer, dels ved vejkryds, hvor de bevirkede dannelsen af vejbyer. Et eksempel på disse tidlige vejbyer er Vester Brønderslev: Landsbyen Vester Brønderslev lå i en sådan afstand fra hovedfærdselsåren gennem Vendsyssel (Hjørring – Nørresundby), at dens næringsmæssige udvikling ikke påvirkedes synderligt heraf. I midten af 1830’erne byggedes øst for landsbyen en landevejskro, og fra 1843 afholdtes her markeder, som med tiden blev ret store ("Store Brønderslev Marked") og af betydning for kreaturpriserne. Kroen, markederne og en tiltagende landevejsfærdsel medførte, at der lidt efter lidt – i 1850’erne – bosatte sig ulige næringsdrivende ved landevejen. Høkerloven og den nye næringslov muliggjorde, at der bosatte sig ulige næringsdrivende dels i landsbyen, dels ved landevejen. Herude (i østbyen) lå foruden kroen med brevsamlingssted en stor købmandshandel, jernstøberi, teglværk, uldspinderi, rebslageri, bageri, smedeværksted og vognfabrik. Hele denne bydannelse skyldtes således landevejsfærdslen.
Steder som Vestervig, Kjetterup, Holsted og Bælum var også allerede ved midten af 1800-tallet tingsteder og havde stort set det samme udbud af tjenester men uden, at der skete en tilsvarende byudvikling. Det er påfaldende, at ingen af disse steder fik tidlig jernbane. Desuden fik et mindre antal landsbyer allerede frem til omkring 1855 oplandsfunktioner uden, at deres præg af landsbyer derved ændredes; det gælder først og fremmest Ringe på Fyn, Tarm, Ørsted, Grindsted og Hornslet i Jylland.
Efter 1855, i 1860’erne og 1870’erne, fik mange landsbyer en mere alsidig næringssammensætning, idet håndværkere og handlende efter indførelsen af næringsfriheden (høkerloven 1856, næringsloven 1857) slog sig ned. Det ser ud til, at gode vej- og oplandsforhold spillede den største rolle for denne udvikling, der skete på et tidspunkt, hvor hovedbanerne endnu var under anlæg. Samtidig skete der et opsving i antallet af landsbyer med håndværkspræget fabriksvirksomhed (bageri, mølle, dampmølle, savværk, teglværker, maskinværksteder og lignende).

##### Landdistrikternes industrier
Manglende stedlige sammenfald mellem industri og jernbane omkring 1870 viser, at der endnu frem til denne tid var tale om to sideløbende og indbyrdes uafhængige udviklingsretninger: Således udgjorde andelen af stationer, der tillige havde industri 28% og andelen af industristeder, der tillige havde jernbaneforbindelse 29%., men netop omkring 1870 synes der at ske et skifte i retning en større samordning af industri og baneforbindelse således, at industristeder fik jernbaneforbindelse, ny industri blev lagt ved eller ældre industri omflyttet til stationsbyer, eller industri og jernbane blev anlagte omtrent samtidig og åbenbart under hensyn til hinanden 

##### Købstæderne
Tiden fra 1840 til 1870 var de industrielle kraftkilders gennembrudstid i købstæderne. Mens en opgørelse fra 1839 kun omtaler en snes dampdrevne fabrikker med i alt godt 300 HK, havde hovedstaden i begyndelsen af 1870’erne mindst 182 mekaniserede virksomheder med 2384 HK og provinsen ved samme tid omkring 280 dampdrevne fabrikker med henved 3000 HK. Til sammenligning foretog arbejds- og fabrikstilsynet i 1874 inspektion af fabrikker med en samlet vandkraft på 674 HK. Mange mellemstore købstæder havde både jernstøberi, tobaksfabrik, klædefabrik, skibsbyggeri, bogtrykkeri, bryggeri, bomuldsvæveri og dampmølle. Dette må ses i sammenhæng med, at købstæderne endnu på denne tid først og fremmest betjente hver sit opland, idet samfærdselsforholdene endnu ikke muliggjorde større indbyrdes konkurrence. Trods den begyndende industrialisering synes håndværk fortsat at dominere i de fleste provinsbyer.

#### Omstillingstiden (1870-1900)
Omkring 1870 skete et nyt skifte i befolkningsudviklingen – eller snarere en uddybning af udviklingen fra den foregående menneskealder: i de østdanske landsogne (herunder Bornholm) udviklede den tidligere stadigt mere aftagende befolkningsfremgang sig nu til en udbredt befolkningstilbagegang, som nåede et højdepunkt mellem 1880 og 1901; en undtagelse herfra var enkelte, spredt beliggende landsogne, hvor begyndende stationsbydannelser og fabriksvirksomhed bevirkede en befolkningsfremgang, som viste at en ny udvikling var sat i gang (Esbjerg, Haslev, Fakse, Jyderup, Odder, Vejen, Assens, Brønderslev).
Tiden mellem 1870 og 1900 skete der en første fremkomst af nye bydannelser, hvoraf de største og mest betydningsfulde var Silkeborg, Herning og Struer samtidig med, at flere af de ældre bydannelser stagnerede.
Baggrunden for denne udvikling skal søges i flere forhold, hvoraf stedlige oplandsvilkår, fabriksdrift og samfærdsel, ikke mindst anlæggelsen af jernbaner, spillede en stor rolle. Silkeborg, Herning, Esbjerg og Struer er alle eksempler på jernbanens tidlige betydning. Det er påfaldende, at flere steder, der allerede tidligt var blevne samlingssteder for oplandstjenester, ikke havde befolkningsvækst af betydning før jernbanens anlæggelse mens denne omvendt næsten overalt synes at have fremmet befolkningsvækst.
For Silkeborg var det oprettelsen af papirfabrikken 1844, der var den umiddelbare årsag til, at stedet 1846 fik anerkendelse som handelsplads. Dermed begyndte en voldsom byvækst, som nåede et højdepunkt ved Silkeborgs ophøjelse til købstad 1899. Hvor stedet i 1801 kun havde 44 indbyggere og 68 indbyggere i 1840, så steg antallet til 149 indbyggere i 1845, 556 indbyggere i 1850, 1.204 indbyggere i 1855, 1.775 indbyggere i 1860, 2.338 indbyggere i 1870, 2.931 indbyggere i 1880, 4.217 indbyggere i 1890 og 7.228 indbyggere i 1901. Jernbaneforbindelse fik byen 1875.
Herning var allerede i midten af 1800-tallet blevet et midtpunkt for herredet, men denne stilling afspejlede sig ikke i stedets indbyggertal: 21 indbyggere i 1840 og 101 indbyggere i 1860. Den egentlige vækst lå efter 1870 og skyldes ikke mindst jernbanen, anlagt 1874: 246 indbyggere i 1870 men allerede 1.064 indbyggere i 1880, 2.166 indbyggere i 1890 og 3.706 indbyggere i 1901. Omkring 1860 beskrives Herning således: "Herning med Thinghuus, Lægebolig og Apothek, Post- og Befordringsexpedition, Kro, Handelsetablissement, Skole m.m.", omkring 1879 således: "Herning med Thinghuus, Districtslægebolig og Apothek, Postexpedition og Telegraphstation, flere Handelsetablissementer, Skole, Valgsted for 4de Folkethingskreds, Herning Hede- og Discontobank, et Bogtrykkeri, hvorfra udgaaer Dagbladet "Vestjylland", Veirmølle, en Klub, Hammerum Herreds Folkebibliothek, det danske Hedeselskabs Planteskole, Sparekasse, Uldspinderi ved Dampkraft, Bog- og Papirhandel, 2 Kroer m.m.". Desuden oplyses, at "Flere Familier udenfor Bondestanden, navnlig Embedsmænd, flere Kjøbmænd eller Handlende, 2 Læger, 1 Dyrlæge, 2 Procuratorer og en Mængde Haandværkere have Bopæl i Herning, der ved Forholdenes Udvikling efterhaanden er blevet et Centralpunkt for Herredet, hvilket den endnu i høiere Grad vil naae at blive, naar Jernbanen mellem Selkeborg og Herning, hvorpaa der er givet Concession, bliver færdig. Bliver denne Bane fortsat til Vestbanen vil en ikke ringe Trafik gaae ad denne Vei til Esbjerg".
Esbjerggårde bestod endnu ved midten af 1800-tallet af en håndfuld ejendomme. Efter den tyske besættelse af Sønderjylland påbegyndtes 1868 opførelsen af Esbjerg Havn, og 1874 anlagdes en tværbane til Fredericia. På dette grundlag voksede Esbjergs indbyggertal fra 30 i 1860 til 460 indbyggere i 1870, 1.529 indbyggere i 1880, 4.111 indbyggere i 1890 og 13.335 indbyggere i 1901.

##### Cementindustrien ved Mariager Fjord
En del tidlige industristeder udviklede sig efterhånden til større eller mindre bymæssige bebyggelser, men forholdsvis sjældent synes anlæggelsen af tidlig industri at have været eneårsag til byudvikling. Mere specielt var det, at i Assens ved Mariager Fjord oprettedes 1875 portlandcementfabrikken “Cimbria”, og 1889 fulgte “Dania”, hvilket førte til en voldsom stedlig befolkningsvækst.

##### Stationsbyerne
Mellem 1870 og 1885 fremvoksede også et stort antal bymæssige bebyggelser i tilknytning til jernbanestationer, ofte anlagte på bar mark, i begyndelsen meget små, ofte med kun 50-100 indbyggere, men også i nærheden af landsbyer, hvorved der opstod dobbeltbyer, idet det gamle landsby- og det nye stationsbysamfund voksede sammen. En stor del af disse tidlige stationsbyer fik allerede straks fra begyndelsen kro, købmand og kornpakhus, sjældnere læge, apotek, dyrlæge, postsamlingssted, bageri, mølle, foruden en række håndværkere og handlende.
Til belysning af jernbanestationernes betydning skal Brønderslevs udvikling atter omtales. Ovenfor er omtalt Vester Brønderslevs udvikling indtil 1870. Med åbningen af jernbanen 1871 kom en standsning i denne udvikling. Jernbanen, hvis station kom til at ligge ved den gamle landsby, skabte her en ny nærings- og befolkningsmæssig udvikling: flere store købmandshandler byggedes, manufakturforretninger, garveri, farveri og maltgøreri oprettedes, ligesom talrige håndværkere kom til. I 1880’erne tog Brønderslev stationsby et afgørende opsving med fabriksvirksomhed, posthus, sygehus, teknisk skole, handelsskole, bibliotek, banker, sparekasser, apotek, læger, dyrlæger, landinspektører, sagførere, et dagblad.
For Borup på Sjælland er det oplyst, at godsejeren på Svenstrup gods var forudseende nok til at købe “den Del af Borup Præstegaards Jord, som laa op til Jernbanen og der opføre en Lægebolig, et Gæstgiveri med Rejselade og et Købmandssted med et betydeligt Kornmagasin og et Korntørringsapparat”. For Fyns vedkommende kan som eksempler nævnes, at året efter åbningen af hovedbanen 1865 blev der i Nørre Aaby oprettet en høkerhandel og et kornpakhus; i 1868 knyttedes der en kro til kornpakhuset. Ved anlæggelsen af Assensbanen 1884 åbnedes i Glamsbjerg en købmand med kornpakhus og gæstgivergård, ligesom der opkøbtes jord til udstykning og i Ullerslev en korn- og produkthandel. I Aarup blev der straks efter banens åbning i 1865 bygget et par købmandsgårde og en lægebolig og allerede året efter en mængde ejendomme, blandt andet en gæstgivergård. I 1870 blev apoteket i Gripsvad flyttet til byen og 1873 stiftedes ”Aarupforeningen” med 55 medlemmer. Eksemplerne tyder på, at det især var kro, købmænd med kornhandel og læge, der fandt vej til de nye stationer. Men også fabriksvirksomhed synes hurtigt – om ikke udelukkende – at være lagt efter jernbanen.
I tiden mellem 1885 og 1930 nåede stationsbyerne et foreløbigt højdepunkt i deres udvikling; allerede mellem 1885 og 1900 voksede et stort antal nye byer op, og de fleste nye byer blev fra starten vel forsynede med oplandstjenester foruden større eller mindre industrivirksomheder: mejeri, savværk, cykelværksted (ofte kaldet “cykelfabrik”), maskinværksted (ofte en videreudvikling af en oprindelig smedie og ofte kaldet “maskinfabrik”), bryggeri eller maltfabrik, teglværk eller cementfabrik, undtagelsesvis sukkerfabrik, margarinefabrik. Desuden fik en del byer marked, højere skole, bank eller sparekasse, forsamlingshus, brugsforening og lignende. Ved siden af stationsbyerne voksede også et mindre antal industri- eller oplandsbyer uden tilknytning til en jernbane. De største af tidens nye byer, der ved århundredeskiftet allerede havde mere end 500 indbyggere, lå ofte mere end 10 km fra en købstad ligesom deres indbyrdes længde også var mere end 10 km. Dette taler for, at en vigtig forudsætning for disse byers opkomst var et opland på 5 km eller mere; desuden voksede en del byer øjensynligt op i tilknytning til en større fabrik eller offentlig virksomhed.
Fordelingen af de største af disse nye byer antyder en betjeningsfordel, når rejseafstanden til de gamle købstæder blev for stor. Mange nye byer kunne derfor slå sig op på at betjene et større eller mindre opland. Desuden betød næringsfriheden, at der rundt om i landet blev startet en fabriksvirksomhed, der trak anden udvikling med sig.
Baggrunden for denne udvikling må øjensynligt i første række søges i købstædernes samtidige udvikling. Købstæderne kunne ganske enkelt ikke opsuge hele den indvandring, der skete i anden halvdel af 1800-tallet, ikke mindst efter landbrugskrisen i 1870-erne. En modvandring fandt sted, ganske givet fremmet af næringsfrihedslovgivningen, der gav næringsdrivende ret til at bosætte sig på landet uden for købstædernes læbælte. En stor del af disse tilflyttere var håndværkere, købmænd og handlende, folk i tjenesteydende næringer og embedsfolk, der havde fået deres uddannelse og næringsbrev i købstæderne men foretrak eller var henviste til at bosætte sig på landet. Af fødestedsopgivelser i folketællingerne fra 1870, 1880 og 1890 fremgår, at de i købstæderne fødte udgjorde 25-40 % af de næringsdrivende på landet.
I 1901 opgjordes befolkningen fordelt på hovedstaden, provinsbyer og landdistrikter efter seneste fraflytningssted. Tabellen viser således kun seneste fraflytningssted, ikke tidligere flytninger.
| Fraflytningssted | Opholdssted København | Ophold provinsby | Ophold landdistrikt | Ophold ialt |
| ---------------- | --------------------- | ---------------- | ------------------- | ----------- |
| Hovedstaden      | -                     | 24.210           | 32.593              | 56.803      |
| Provinsbyer      | 66.877                | 66.449           | 75.566              | 208.892     |
| Landdistrikter   | 68.247                | 154.264          | 446.712             | 669.223     |
| Ialt             | 135.124               | 244.923          | 554.871             | 934.918     |

Tilflyttere fordelt på hovedområder og efter seneste fraflytningssted i 1901.

Kilde: Statistisk Tabelværk 5 Række Litra A nr. 3

Tabellen bekræfter den voksende indvandring fra landdistrikter til provinsbyer og hovedstaden. Men tabellen viser også en mindre (omtrent halvt så stor), modgående vandring. Tællingen 1901 viser, at af landområdernes befolkning var 108.159 tilflyttet fra stæderne, heraf 32.593 fra hovedstaden og 75.566 fra provinsbyerne. En undersøgelse har vist, at det i perioden fra 1870 til 1890 især var håndværksmestre indenfor byggefag og fremstillingsfag samt handlende, der flyttede ud og bosatte sig, mens reparationsfag og servicefag indenfor håndværk var næsten fraværende. Også gæstgiveriet var i fremgang.
Det var ikke kun forædlingsvirksomhed, der fandt vej til de nye byer, også oplandsvirksomhed – handel, tjenester og kunderettede håndværk samt samfærdsel bredte sig: Omkring 1900 var billedet skiftet i forhold til tilstanden omkring 1870: nye oplandstjenester var kommet til og gammelkendte oplandstjenester var tiltaget i stort omfang ikke mindst ved jernbanestationerne. Jernbanestationer var nu blevet så udbredte, at de sammen med de i mellemtiden tilkomne forsamlingshuse nu udgjorde mellemgruppen af oplandstjenester med hensyn til udbredelse. Af mere sjældent forekommende oplandstjenester bemærkes som helt nye banker/sparekasser og et stort antal tilkomne markeder, højere skoler og sygehuse. Udviklingen bevirkede en opsplitning af bydannelserne i klasser efter deres udbud: Blandt byerne var 4 blevet ophævede til købstæder: Silkeborg, Løgstør, Nørresundby og Esbjerg, og yderligere 15 byer skilte sig ud med oplandstjenester svarende til en provinsby: Herning, Marstal, Odder, Vester Brønderslev, Hørsholm, Fredensborg, Fakse, Kjellerup, Ruds Vedby, Brædstrup, Hornslet, Hammel, Fjerritslev, Vamdrup og Give. De fleste af disse byer havde tillige industri, alle havde 1901 over 500 indbyggere. Flere af byerne var gamle tingsteder men en del var stationsbyer, der i kraft af gode oplandsforhold med videre havde evnet at tiltrække også mere sjældne oplandstjenester. Da de fleste af disse lå omtrent midtvejs mellem købstæder, betegnes sådanne byer ofte midtvejsbyer. Ikke mindre end 36 byer havde karakter af oplandsbyer, en oversigt over deres beliggenhed viser, at de fleste lå som midtpunkt for en omegn af 5-7,5 kilometers omkreds. I henseende til indbyggertal var der flere oplandsbyer med omkring 300 indbyggere 1901. 22 byer synes at kunne betegnes som industribyer. De fleste havde omkring 1900 200-600 indbyggere: Allingåbro, Arden, Brovst, Ejby, Græsted, Hammerum, Havndal, Hinnerup, Holeby, Horslunde, Karise, Korinth, Lunderskov, Ry, Ryomgård, Steenstrup, Svenstrup, Svinninge, Søllested, Tommerup, Aalestrup. Steder med de mest udbredte oplandstjenester (købmand, kro og mejeri), med eller uden jernbanestation, var utallige; flere af disse stationsbyer, der endnu ved århundredeskiftet var i deres vorden, udviklede sig til mindre industribyer efter 1900: Bording, Hatting, Hornum, Højslev, Hårlev, Kvissel, Nørager, Stilling, Stoholm, Storvorde, Sønder Kongerslev, Viby, Ørbæk. Derimod forblev de fleste bebyggelser uden station også uden større industriel eller oplandsmæssig udvikling.

##### Landdistrikterne
I 1890 udgjorde landbrug (og fiskeri) stort set over alt i landsognene den dominerende næringsvej; kun få steder havde håndværk, industri, handel og embedsvirksomhed en vis betydning. Alligevel var der forskelle: i Østdanmark talte antallet af håndværkere og industriansatte (blandt andet ved teglværker) et ikke ringe antal mennesker.
Netop i disse år begyndte nye bydannelser af danne sig rundt om i landdistrikterne, og her samledes forholdsvis hurtigt håndværk og handel samt (i begyndelsen mere beskedent) embedsvæsen. For den del af landdistrikterne, der lå uden for de nye bydannelser, udgjorde perioden derimod en tid for delvis afvikling af den spredte handels- og håndværksvirksomhed, som tidligere havde gjort sig gældende. En sammenligning af sysselsætningen for håndværk og industri i 1890 og 1906 i landsognene som helhed viser en yderst sammensat udvikling: omkring 1/3 havde tilbagegang, 2/3 fremgang. Tilbagegangen ramte især landsogne uden bymæssig bebyggelse, fremgangen skete derimod først og fremmest i landsogne med bymæssig bebyggelse. Tilmed synes sådanne bysogne i nogen udstrækning at have bevirket en mindskning i de omgivende sogne af håndværk. Dette indebærer, at der i virkeligheden skete en vis samling af håndværk og industri i de nye bymæssige bebyggelser på bekostning af ”rene” landområder. Sagt med andre ord: det var i denne tid, at de nye, fremvoksende byer skabte sig deres oplande.

##### Købstæderne
For købstæderne var disse år en overgangstid, hvor de fleste købstæder fik jernbaneforbindelse, hvilket indebar bedre adgang til et større (landsomfattende) muligt marked men tillige større indbyrdes konkurrence købstæderne og deres industrier imellem – dog således, at fremgangen almindeligvis var mere udtalt en tilbagegangen; således for Assens købstad, der fik jernbane 1884 og samme år sukkerfabrik og slagteri og hvis indbyggertal voksede fra 3.200 i 1880 til 4.000 i 1901. Tiden kan derfor opfattes som en overgangstid til et moderne industrisamfund, idet gamle virksomheder afvikledes eller blev sammenlagt til tidssvarende virksomheder samtidig, som nye virksomheder blev oprettede.

#### Det første industrielle opsving topper (1900-1915)

##### Stationsbyerne
Tiden mellem 1900 og 1915 udgjorde de nye bydannelsers foreløbige højdepunkt. De fleste byer nåede i disse år at få mølleri, savværk eller maskinsnedkeri, maskinfabrik, teglværk og/eller cementstøberi, hvis de ikke allerede havde, desuden trælasthandel, isenkræmmer, bank, sparekasse, sagfører, vand-, gas- og elektricitetsværk, telegraf- og telefoncentral. Byerne voksede stærkt, og mange nåede op over 750 indbyggere. Samtidig synes der at være en tendens til rangorden med hensyn til oplandstjenester.
De bymæssige bebyggelsers udvikling skal utvivlsomt ses blandt andet på baggrund af oprettelsen af elektricitetsværker: antallet af offentlige værker og deres maskinkraft voksede fra 13 værker med 2.722 HK i 1897 til 412 med 88.636 HK i 1914. Langt de fleste værker blev lagt i bymæssige bebyggelser, hvorved mulighederne for brug af mekanisk kraft fremmedes på samme måde, som det et halvt århundrede tidligere havde været tilfældet for købstædernes vedkommende. Byerne voksede stærkt, og mange nåede op over 750 indbyggere.
Til belysning af industriens betydning kan med forsigtighed byernes andele af indbyggerne sysselsatte i industri og håndværk 1911 tjene. Af udtalte industribyer (mere end 50 % sysselsatte i industri og håndværk) kan nævnes: Hellebæk, Hedehusene, Gelsted, Nørre Åby, Korinth, Assens cementby, Mørke, Hjerm, Brovst stationsby og Hammerum. Af byer med 40-50 % sysselsatte i industri og håndværk kan nævnes: Hørsholm, Kongens Lyngby, Glostrup, Borup, Ruds Vedby, Asnæs, Søllested, Horslunde, Eskildstrup, Tommerup, Ejby, Ringe, Gislev, Sindal, Dybvad, Snedsted, Hørdum, Vestervig, Hurup, Hvidbjerg/Thyholm, Aalborg, Bælum, Års, Stoholm, Gedsted, Rødkjærsbro, Ny Kolind, Brabrand, Hinnerup, Odder, Hammel, Brædstrup, Tørring, Østbirk, Løsning, Brande, Egtved, Halvrimmen, Jelsmark, Vinderup, Vildbjerg, Ikast, Kibæk, Ulfborg, Sønder Lem, Skjern, Sønder Borris, Ansager, Grindsted, Vejen og Gørding. Forudsættes, at håndværket udgjorde 15-20% af de sysselsatte, kan industriens andel skønsmæssigt sættes til 25-35% i disse byer.
Også handel og omsætning spillede en væsentlig rolle i stationsbyerne. Udtalte handelsbyer (mere end 25 % sysselsatte i handel og omsætning) var: Tåstrup, Jyderup stationsby, Årup, Års, Roslev, Ny Kolind stationsby, Sønder Borris stationsby, Nørre Nebel. Af byer med 20-25 % sysselsatte i handel og omsætning kan nævnes: Ballerup, Tølløse, Svinninge, Mørkøv stationsby, Gørlev, Nørre Saltum, Fjerritslev, Hvidbjerg (Thyholm), Nørager stationsby, Rødkjærsbro stationsby, Allingåbro, Odder, Brædstrup stationsby, Tørring stationsby, Ramme, Vinderup, Aulum, Ulfborg stationsby, Sønder Lem stationsby, Oksbøl, Holsted stationsby og Bramminge.

##### Vejbyerne
Ved siden af stationsbyerne voksede også et antal mindre vejbyer op, fortrinsvis i egne uden jernbaneforbindelse. De fleste egentlige vejbyer i var udviklede allerede mellem 1880 og 1915.

##### Købstæderne
For købstædernes vedkommende havde Helsingør, Frederiksværk, Holbæk, Maribo, Nakskov, Nykøbing Falster, Stubbekøbing, Odense, Middelfart, Svendborg, Faaborg, Vester Brønderslev, Nykøbing Mors, Aalborg-Nørresundby, Grenå, Aarhus, Horsens, Silkeborg, Vejle, Kolding, Holstebro og Herning ligeledes 40-50% sysselsatte indenfor forædlingsvirksomhed (håndværk og industri); ingen købstæder havde mere end halvdelen sysselsatte i håndværk og industri.
Af købstæder med mere end en fjerdedel sysselsatte i handel og omsætning 1911 kan nævnes: Frederikssund, Køge, Kalundborg, Sakskøbing, Stubbekøbing, Assens, Skive, Herning og Kolding. Af købstæder med 20-25 % sysselsatte i handel og omsætning kan nævnes: Hillerød, Holbæk, Nykøbing Sj., Maribo, Nakskov, Nysted, Nykøbing F., Odense, Kerteminde, Bogense, Svendborg, Fåborg, Rudkøbing, Hjørring, Vester Brønderslev, Thisted, Ålborg, Nibe, Løgstør, Randers, Hobro, Grenå, Aarhus, Horsens, Silkeborg, Vejle, Ringkøbing, Holstebro, Lemvig.

#### Det første industrielle opsving ender (1915-1930)
Tiden omkring Første Verdenskrig markerer et skifte i vilkårene for byudviklingen i Danmark:
For det første var landet i den foregående vækstperiode blevet forsynet med stort set alle de oplandsbyer, der var behov for; der var derfor kun grundlag for, at meget få helt nye byer kunne opstå. Samtidig var de nye byer nået til et punkt, hvor yderligere vækst kun kunne ske på to måder:
- enten ved at forøge sin rolle i oplandshandelen, hvilket kun kunne ske på bekostning af omliggende byer og i konkurrence med købstæderne,
- eller ved industriel udvikling.

For det andet var bilismen voksende, såvel antallet af personbiler som lastbiler (varevogne) og rutebiler (busser). Derved ændredes vilkårene for samfærdselen i landet, såvel person- som fragtbefordringen. Det blev nu mere fordelagtigt at inddrage de muligheder, som vejnettet kunne give i disse, og dette indebar atter, at jernbanerne fik vanskeligere ved at klare sig i konkurrencen, især på kortere strækninger (indtil 50 km). I princippet betød dette, at behovet for fragtknudepunkter (omladningssteder) blev tilsvarende mindre, men dette synes helt frem til 1945 kun i ringe udstrækning at have ydet indflydelse, selvom visse banesstrækninger blev nedlagte (efter 1930). Forklaringen herpå skal findes i det forhold, at bilerne ikke ændrede på de afstandsmæssige konkurrencevilkår større og mindre byer imellem: det var fortsat således, at jo kortere afstand til en by, desto lettere var den at nå. Kun hvis en mindre by helt savnede rutebilforbindelser eller vognmænd, måtte den mindske sin tiltrækningsevne på landbefolkningen. Dette indebar, at en jernbanestation – alt andet lige – fortsat ydede en vækstfremmende virkning på en by.
For industrien indebar de nye vilkår større valgfrihed med hensyn til beliggenhed. I takt med de stadigt mere frie rejsemuligheder for de ansatte fik det stedlige arbejdsmarkeds størrelse mindre betydning. For forædlingsvirksomheder, der fortrinsvis rettede sig mod et stedligt opland (håndværkere, mejerier, slagterier og lignende) var en forholdsvis spredt beliggenhedsfordeling tæt på kundekredsen en fordel. For større forædlingsvirksomheder, hvis varer henvendte sig til hele landet, var gode fragtforbindelser (det vil sige station med godsbefordring) det vigtigste behov ved siden af adgangen til råvarer (ofte stedlige råstoffer eller landbrugsprodukter). En forsat decentral industrialisering var således mulig, selvom intet hindrede en beliggenhed i tilknytning til større byer.
For engroshandelen måtte en vis samling være en fordel således, at fordelingsknudepunkterne lå jævnt fordelt ud over landet. Behovet for sådanne steder var begrænset, men det var ikke i sig selv afgørende, at disse knudepunkter lå i større byer, selvom dette ofte var tilfældet.
For detailhandelen var det vigtigste ved beliggenhedsvalget størrelsen af det kundeopland, man henvendte sig til, set i forhold til forekomsten af konkurrenter. En del udvalgsvarer havde større kundeoplande end dagligvarer, hvorfor sidstnævnte havde et mere spredt fordelingsnet. For tjenesteydelser gjorde tilsvarende hensyn sig gældende.
For befolkningens bopælsvalg var hensynet til arbejdspladsens beliggenhed på den ene side og muligheden for (det vil sige adgangen til) at få opfyldt ulige vare- og tjenestebehov det afgørende. Da de fleste var tilknyttet industrien, fik denne størst betydning, men det voksende embedsvæsen, handel og tjenesteydelser udøvede en omtrent lige så stor indflydelse.

##### Købstæder
Tiden mellem Første Verdenskrig og 1930 var en tid, hvor antallet af sysselsatte inden for håndværk og industri i købstæderne som helhed udviste stor fremgang. Særlig stor var tilvæksten i købstæder som Næstved (1.190 personer), Frederikshavn (1.297), Vester Brønderslev (1.285), Ålborg (4.763), Nørresundby (1.187), Viborg (1.543), Skive (1.813), Randers (1.698), Hobro (1.247), Århus (9.604), Horsens (1.944), Odense (5.731), Silkeborg (1.612), Vejle (2.623), Fredericia (2.987), Kolding (3.084), Holstebro (1.503), Herning (1.924), Struer (1.056) og Esbjerg (2.379). Forholdsvis stor fremgang (500-1.000 personer) havde Slagelse, Korsør, Vordingborg, Ringsted og Varde. Klar fremgang (200-500 personer) havde Hjørring, Sæby, Skagen, Thisted, Grenå, Lemvig og Ribe. Andre købstæder med fremgang var Skælskør, Sorø, Stege, Nibe, Løgstør, Mariager, Æbeltoft, Skanderborg, og Store Heddinge. Egentlig nedgang ramte Præstø, Nykøbing M., Ringkøbing samt alle de bornholmske købstæder.
Købstædernes håndværks- og industrivirksomheder udgjorde en sammensat gruppe: en del virksomheder – både af de ældre og blandt tilkomne – var rettede mod det stedlige marked, således bagerier og brødfabrikker, slagterier, mejerier, de fleste virksomheder inden for beklædningsindustrien, jordarbejde- og bygningsindustrien, klein- og grovsmede, installationsvirksomheder, maskinværksteder, vand-, gas- og elektricitetsværker, bogtrykkere, bogbinderier, fotografer, barberer og frisører, farverier, vaskerier, rulleforretninger med flere. Andre var rettede mod et større marked: olieindustrien, metalindustrien, cementindustrien, chokolade-, margarine-, øl-, trikotage-, trævare-, skotøjs- og papirvarebrancherne.
Ved erhvervstællingen 1925 udgjorde Århus den største industriby uden for hovedstaden med 1.857 virksomheder og 15.027 ansatte, fulgt af Odense (1.582 virksomheder, 13.378 ansatte) og Ålborg-Nørresundby (1.263 virksomheder, 11.040 ansatte). Fra disse tre storindustribyer var der et spring ned til en mellemgruppe med 2.000-5.600 ansatte: Horsens, Vejle, Randers, Esbjerg, Kolding, Fredericia, Svendborg, Nakskov, Helsingør, Silkeborg, Roskilde, Næstved, Nykøbing F., Slagelse og Sønderborg. 18 købstæder havde 1.000-2.000 ansatte i industri og håndværk, 20 købstæder havde færre, mindst var Allinge-Sandvig med 499 ansatte i industri og håndværk. De fleste købstæder havde en forholdsvis stor andel af de industriansatte samlede i bestemte brancher. Sagt omvendt udviste visse brancher tilbøjelighed til lokalisering efter bestemte forhold: vigtigst var forekomsten af gode havne til sikring af råvaretilførsel, således oliemøller, cementfabrikker, svovlsyrefabrikker, kalk- og teglværker samt virksomheder indenfor metalindustrien, ikke mindst skibsværfterne. Råstoffer spillede især en rolle for beliggenheden af cementindustrien, tegl- og kalkværker, de bornholmske stenbrud og kaolinbrud, desuden sukkerfabrikker, konserves- og frugtvinindustrien samt fiskeindustrien.
Engroshandelen var 1925 størst i Århus, Odense, Ålborg-Nørresundby og Esbjerg (100 virksomheder eller derover), men spillede desuden en rolle i Randers, Kolding, Horsens, Vejle, Haderslev, Sønderborg, Åbenrå, Nykøbing F., Nakskov, Roskilde, Holbæk, Fredericia, Korsør, Slagelse, Hjørring og Kalundborg.
Fiskeri spillede en særlig stor rolle i Esbjerg, Skagen og Frederikshavn, men tillige i Kerteminde, Grenå, Lemvig, Fåborg, Korsør, Sæby, Århus og Nyborg. Skibsfarten spillede en rolle i de fleste større havnebyer, 22 købstæder var sæde for den amtskommunale administration, gymnasier og tekniske skoler samt andre videregående uddannelser spillede en væsentlig rolle i mange købstæder. De fleste købstæder havde således et mangesidigt næringsliv og udbud af tjenester til oplandet.

##### Stationsbyer, vejbyer og ladepladser
Tiden mellem Første Verdenskrig og 1930 var en tid, hvor antallet af sysselsatte inden for håndværk og industri som helhed udviste påfaldende fremgang, ikke kun i købstæder men også i mindre byer – med andre ord: håndværk og industri kunne mere end opveje den stagnation, som indskrænkninger i landbrugsomsætningen måtte bevirke, og gav derved også de mindre stations- og vejbyer et nyt marked: lønnede fabriks- og værkstedsarbejdere.
Blandt byer med meget stor fremgang i antal sysselsatte i industri og håndværk kan nævnes: Birkerød (638 personer), Kongens Lyngby (1275), Glostrup (846), Tåstrup (682), Hedehusene (405), Jyderup stationsby (306), Hirtshals (354), Hjallerup (332), Års (438), Langå (364), Odder (684), Brande (460), Ikast (712), Skjern (346), Vejen (634) og Bramminge (348). Blandt byer med markant fremgang (200-300 personer) kan nævnes: Espergærde, Snekkersten, Hørsholm-Rungsted, Gørlev, Otterup, Stige, Strib, Glamsbjerg, Dybvad, Dronninglund, Aså, Brovst stationsby, Hornslet, Ry, Give, Harboøre, Tarm, Ølgod, Ansager. Blandt byer med klar fremgang (100-200 personer) kan nævnes: Gilleleje, Hundested, Slangerup, Farum, Hvalsø, Svinninge, Asnæs, Bandholm, Nørre Alslev, Gedser, Tommerup, Nørre Åby, Ringe, Øster Vrå, Løkken, Vrå, Fjerritslev, Øster Agger, Svenstrup, Støvring, Nørager, Kjellerup, Gedsted, Aalestrup, Stoholm, Højslev, Assens, Allingåbro, Brabrand, Hammel, Hinnerup, Brædstrup, Tørring, Hovedgård, Juelsminde, Vemb, Vinderup, Aulum og Holsted stationsby. Mange byer havde mindre fremgange og kun et fåtal udviste egentlig, oftest små nedgange.
Industrialiseringen fortsatte således mellem 1915 og 1930. Til belysning af industriens betydning i 1930 kan nævnes, at håndværk og industri tilsammen udgjorde mere end halvdelen af sysselsætningen i i alt 155 byer (svarende til henved en tredjedel af alle byer). Forudsættes, at håndværket udgjorde 15-20% af de sysselsatte, kan industriens andel skønsmæssigt sættes til 25-35% i disse byer
Den stigende landevejsfærdsel efter Første Verdenskrig var kun i få tilfælde medvirkende til fremkomsten af nye bydannelser mellem 1915 og 1930.

#### Krise- og krigstid (1930-1945)
Krisen i 1930-erne og under krigen fik ingen betydning for den fortsatte urbanisering: andelen af befolkningen, der boede i landdistrikterne faldt fra 41,1% i 1930 til 36,0% i 1940 og 32,7% i 1950. Nok forblev de bymæssige bebyggelsers andel af befolkningen stort set uændret (10,9% i 1930, 9,4% i 1940, 10,7% i 1950) men i absolutte tal voksede antallet af indbyggere i stationsbyer med videre fra 388.000 i 1930 til 458.000 i 1950. Både hovedstaden og købstæder med deres tilhørende forstæder havde en voksende befolkning, både absolut og forholdsmæssigt. Hovedstaden havde 771.000 indbyggere i 1930, 890.000 indbyggere i 1940 og 975.000 indbyggere i 1950 svarende til henholdsvis 21,7% af befolkningen 1930, 23,2% i 1940 og 22,8% i 1950, hovedstadens forstæder havde 25.000 indbyggere i 1930 men 193.000 indbyggere i 1950 svarende til henholdsvis 0,7% af befolkningen i 1930, 4,5% i 1950. Købstæderne havde i alt 788.000 indbyggere i 1930 og 1.131.000 indbyggere i 1950 svarende til 22,2% af befolkningen 1930 og 26,4% i 1950, deres forstæder havde 121.000 indbyggere i 1930 og 125.000 indbyggere i 1950 svarende til henholdsvis 3,4% af befolkningen i 1930 og 2,9% i 1950.
Under krisen i 1930-erne var forudsætningen for fortsat fremgang byernes evne til at tiltrække industri eller handel og oplandstjenester. Mange byer, der ikke formåede at opfylde nogen af disse krav, stagnerede. Omvendt er det påfaldende, at flere byer med stærk befolkningsfremgang i kriseårene netop havde en samtidig industriel fremgang. Det er desuden påfaldende, at stationsbyer ofte voksede stærkere end nærtliggende byer uden jernbanestation.
Mens mindre byer med få butikker og oplandstjenester og beliggenhed i nærheden af købstæder måtte lide under konkurrence fra disse, var fjernereliggende og større byer med alsidigt betjeningsudbud gunstigere stillet også i rutebilernes tidsalder. Af byer med en betydelig oplandshandel i mellemkrigstiden er fremhævet Fakse, Haslev, Helsinge, Jyderup og Tåstrup på Sjælland, Ringe og Årup på Fyn, Aalestrup, Aars, Bjerringbro, Bramminge, Brædstrup, Farsø, Fjerritslev, Grindsted, Gråsten, Hadsten, Hadsund, Hammel, Hjallerup, Hurup, Kjellerup, Løkken, Odder, Skjern, Skærbæk, Toftlund, Ulfborg, Vamdrup, Vinderup, Vrå og Ølgod i Jylland, Tranebjerg på Samsø, næsten alle stationsbyer. For dagligvarehandelen havde vejfærdslen næppe den store betydning, idet oplandet for denne handel øjensynlig lå indenfor en omkreds af 3–5 km.
Industrialiseringen fortsatte. I 1940 udgjorde den del af befolkningen i hovedstaden og provinsbyerne, der sysselsattes ved håndværk og industri i alt 43,5% af indbyggerne. Andelen sysselsat i industri og håndværk var for hele landet 41,8% og for København 45,3%. Flere købstæder havde nu mere end halvdelen af indbyggerne sysselsat ved forædlingsvirksomhed: Vejle 50,3%, Herning 50,7%, Frederiksværk 51,7%, Odense 51,9%, Silkeborg 52,1%, Køge 52,3%, Nakskov 53,8%, Helsingør 56,3%. Blandt tidens mest bemærkelsesværdige industrier kan nævnes papirfabrikken i Næstved, gummifabrikken "Codan" og "Junckers savværk" i Køge samt "Det danske Stålvalseværk" i Frederiksværk (anlagt 1942, udvidet 1947-1949). Uden for købstæderne kan fremhæves metalvarefabrikken "Danfoss" på Als i Sønderjylland og trikotageindustrien i Herning-Ikast-Hammerum området. "Danfoss" fik betydning for fremvæksten af en ny by i Havnbjerg, og fabrikken bidrog til en befolkningsvækst i Nordborg og Sønderborg. Trikotageindustriens blomstring bevirkede kraftige befolkningstilvækster i Herning, Ikast og Hammerum.
Perioden kendetegnes i øvrigt ved en begyndende desurbanisering, hvor sysselsatte i industri og håndværk, handel og omsætning var bosatte i landdistrikter i nærheden af købstæder men uden for forstæderne samtidig med, at de i forhold til købstæderne fjernere liggende landsogne fortsat havde faldende indbyggertal.

#### På vej mod et vendepunkt (1945-1960)
Den første efterkrigstid blev kendetegnet ved en tilbagevenden til "normale" tilstande. Samtidig udgjorde denne tid i virkeligheden afslutningen på den udvikling, der var startet omtrent hundrede år tidligere med indførelsen af dels næringsfriheden, dels industrielle forædlingsfremgangsmåder.
Ifølge en undersøgelse lavet for Fyn på grundlag af "Kongeriget Danmarks Handelskalender" for 1947 lå omkring 2/3 af de daværende industrivirksomheder m.v. i stationsbyer og resten i landdistrikterne, jf. nedenstående oversigt.
| Virksomhedstype                                   | Stationsbyer | Landdistrikter | Andel i landdistrikter |
| ------------------------------------------------- | ------------ | -------------- | ---------------------- |
| Savskærerier, møbelfabrikker og anden træindustri | 88           | 57             | 39,3%                  |
| Maskinfabrikker og lignende                       | 40           | 21             | 24,4%                  |
| Cement- og betonvarefabrikker                     | 16           | 10             | 38,5%                  |
| Teglværker                                        | 14           | 10             | 41,7%                  |
| Maltfabrikker                                     | 8            | 4              | 33,3%                  |
| Ostefabrikker                                     | 6            | 6              | 50,0%                  |
| Mostfabrikker                                     | 4            | 2              | 33,3%                  |
| Konservesfabrikker                                | 4            | 1              | 20,0%                  |
| Cikorietørrerier                                  | 2            | 0              | 100,0%                 |
| Fjerkræslagterier                                 | 3            | 1              | 25,0%                  |
| Margarinefabrikker                                | 4            | 0              | 100,0%                 |
| Frugttørrerier                                    | 1            | 2              | 66,7%                  |
| Andre                                             | 42           | 14             | 25,0%                  |
| I alt                                             | 232          | 128            | 64,4%                  |

Kilde: J.A.Tork: Fynske Stationsbyer, s. 175
Oversigten viser, at industrivirksomheder m.v. endnu fortrinsvis var lagt i stationsbyerne, men det er påfaldende, at omkring en trediedel lå i de egentlige landområder.
Et andet påfaldende træk er den stigende pendling i forbindelse med industrivirksomheder, som allerede da gjorde sig gældende: “For hørfabrikken i Tommerup oplyses, at ca. halvdelen af virksomhedens arbejdere bor uden for kommunen, og noget tilsvarende gælder for Hårby. Om Sønderbyfabrikken er oplyst, at den beskæftiger 15 funktionærer og 45 arbejdere, hvoraf de 35 er ret fastknyttet til virksomheden. Funktionærer og 9 arbejdere bor i egne huse i Ebberup og Sønderby, og af resten af de 35 arbejdere bor de 16 til leje i Sønderby og 10 i omegnen (Turup, Assens, Voldtofte, Saltofte og Torøhuse”.
Omkring 1960 var handel og oplandstjenester kommet så nær fuldbyrdelsen af den udvikling, der var sat med næringsfrihedens indførelse: der var da udviklet og fuldbyrdet et netværk af oplandscentre i større og mindre byer med en veludviklet rangorden dels med hensyn til stedernes indbyrdes betjeningstilbud, dels med hensyn til de udbudte varers og tjenesters forekomst samtidig med en vis samling i bestemte betjeningsklasser. Omfanget af tjenester var vokset fra de få, der havde været i midten af 1800-tallet: købmand, kro, læge, apotek med flere til mere end hundrede, og hver by havde nu et betjeningsudbud, der afspejlede størrelsen af det opland, som byen betjente. Disse oplande havde nået en vist fasthed med hensyn til størrelse og afgrænsning, der havde kunnet anes allerede omkring århundredeskiftet. Endnu omkring 1960 var det muligt for Danmark som helhed at udskille 44 handelsområder og 64 handelsdistrikter, hver med sit større eller mindre centerområde, hvor henholdsvis et større og et mindre betjeningsudbud af udvalgsvarer og tjenesteydelser fortrinsvis blev søgt.
For industriens vedkommende nåede også denne et højdepunkt i betydning omkring 1960, som ikke siden skulle overgås. Nu var tiden kommet, hvor fortsat industriel udvikling muliggjorde frigørelse af arbejdskraft til fordel for de såkaldte serviceerhverv.

#### Nye tider (1960-1975)
Allerede inden 1960 stod det klart, at såvel handel og tjenesteydelser som forædlingsvirksomhederne stod over for nye vilkår. Allerede samtiden var opmærksom på de forandringer, som samfærdsel, oplandsbetjening og industrien i stigende grad blev påvirket af.

##### Samfærdselsvilkårene forandres
Tiden efter 1945 kendetegnedes ved, at personbilens voldsomme vækst skabte helt nye og friere forudsætninger for befolkningens valg af bopæl og sysselsætningssted samtidig med, at de tidligere oplandsbaner i stort omfang blev nedlagte. Derved skete en stigende spredning af befolkningsvæksten, fremmet af privatbilerne. Vækstområderne. voksede fra at udgøre 18 % af landets areal i årene 1955-60 til henved 29 % i tiden 1965-70 Udviklingen gik i bebyggelsesmæssig henseende fra forstadsdannelser til byspredning med tilhørende fjernpendling. Ligeledes blev tidligere tiders søgning til et enkelt pendlingsmål afløst af pendling til flere mål; snarere end pendlingsoplande for et enkelt arbejdspladssted måtte man tale om mere sammensatte arbejdskraftoplande fastlagte derved, at enhver kommune henregnes til samme arbejdskraftopland som den kommune, hvortil den har størst udpendling. I 1970 kunne Danmarks derved inddeles i 51 arbejdskraftoplande med en gennemsnitlig rejselængde på 20 km. Samtidig førte bilismen til skærpet konkurrence mellem de handlende, hvor nye butikscentre og storforretninger indrettede efter bilejerskab bidrog til, at mange mindre og spredt boende handlende lukkede. Til gengæld synes bilismen at have fremmet fremstillingsvirksomhed i de mindre bymæssige bebyggelser, såvel udflytninger som nydannelser. Under bilismens vilkår ophæves tidligere tiders tilknytning mellem by og opland, tidligere tiders beliggenhedsfordele for fremstillingsvirksomheder og skævheder mellem ulige egnes adgang til tjenester. Dermed ophæves tillige ensartetheden eller fællestræk ved bebyggelsesudviklingen i ulige egne. I færdselsmæssig henseende er enhver udvikling muliggjort, og det er nu snarere andre forhold som fx byplanlægning, der styrer udviklingen.

##### Brancheglidning og butikscentre
Indtil midten af 1950-erne var der ikke sket meget inden for dansk detailhandel. Selvom den voksende befolkning og et stigende forbrug gav større omsætningsmuligheder, var der endnu ikke sket nydannelser af betydning i varesalget af samme slags, som da allerede var sket i USA og til dels Sverige. Det var endnu de gamle butikstyper fra før krigen, der var fremherskende.
I slutningen af 1950-erne begyndte imidlertid at ske forandringer inden for detailhandelen som siden tiltog i omfang og hastighed. Selvbetjeningsbutikker, supermarkeder og varehuse blev stadig mere almindelige foreteelser og medvirkede til, at detailhandelen skiftede krakter. Således skete en brancheglidning, idet mange handlende og ikke mindst supermarkederne i stigende grad begyndte at forhandle andre varer end de daglige fødevarer, hvorved udvalgsvarehandelen til dels blev trængt. Stadig flere mindre butikker lukkede, ikke mindst i landdistrikterne men også i mange byer. I begyndelsen af 1960-erne slog nye butikscentre, byggede som samlede komplekser og tilpasset den voksende skare af bilkørende kunder med gode parkeringsforhold og adgangsveje, igennem og ændrede indkøbsmønsteret. Samtidig indebar den da stadig mere omfattende byplanlægning, at nye, større boligområder ofte blev planlagt enten med et eget butikscenter eller under hensyn til butikscentre i nærheden, hvorved købstædernes gamle bymidteforretninger mistede betydning i handelen.
Sideløbende med udviklingen i handel og tjenesteydelser skete der forandringer i den offentlige betjening, idet den del af tjenesteydelserne, der påhvilede det offentlige – børnehaver, folkeskoler, sports- og idrætsanlæg, biblioteker, sygehuse med mere – nu i stigende grad blev lagt ud fra samlede helhedsmålsætninger, hvilket atter fremmede eller hæmmede befolkningens søgning til bestemte steder (såkaldte servicecentre).

##### Forædlingsvirksomhedernes beliggenhed forandres
Med den voksende rørlighed, som den bilejende befolkning opnåede, forandredes også mulighederne for lokaliseringen af arbejdspladsen, hvilket endnu i 1960-erne i udstrakt grad ville sige industrien.

##### Satellitbyernes fremvækst
Blandt tidens mest påfaldende træk var, at der nu skete en voldsom spredning af befolkningsudviklingen til mindre, til dels nye byer i større eller mindre afstand fra Hovedstaden, Århus, Odense, Ålborg-Nørresundby og Esbjerg. Disse nye omegnsbyer fik derved præg af satellitbyer til de største bydannelser, idet deres egen, stedlige næringsvirksomhed blev suppleret med og styrket af et tilskud af folk, der pendlede til storbyen. Det ekstra befolkningstilskud gav bedre grundlag for offentlige tjenester (børnehaver, folkeskoler) og handlende. Særligt udpræget var denne udvikling i Køge-Bugt-området, hvor Greve Strand, Karlslunde og Jersie Strand i stor udstrækning blev planlagte og anlagte som sovebyer til hovedstaden men med pladsmulighed for udvikling af egen industri.
Mindre udpræget, men derfor ikke uden betydning, var det, at Helsingør, Hillerød, Frederiksværk, Frederikssund, Roskilde og Køge – der ligeledes havde en forholdsvis stor befolkningsvækst – på lignende måde fik et tilskud af folk, der boede i disse byer men pendlede til hovedstaden.

##### Egnspræget industrivækst
Markant var tillige en egnsbetinget industriel vækst knyttet til "Danfoss" på Nordals og trikotagebyerne Herning, Ikast og Hammerum, men tillige Billund i Midtjylland med legetøjsfabrikken "Lego", Vojens i Sønderjylland med Brødrene Grams køletekniske fabrik, Munkebo på Fyn med det da nye stålskibsværft.

#### Det anden industrielle krise (1975-1990)
Omkring 1970 skete der en række forandringer i det danske samfund, som i vid udstrækning forandrede vilkårene for befolkningsudvikling og næringslivet:
- Kommunalreformen 1970 indebar, at de gamle købstæder og deres hidtidige forstæder blev lagt sammen i en fælles kommune. Dermed bortfaldt det hidtidige skel, mens skellet mellem landdistrikter og byområder fortsat blev opretholdt, blandt andet gennem by- og landzoneloven.
- Medlemskabet af de Europæiske Fællesskaber (EF) og den såkaldte "oliekrise" forandrede med eet slag vilkårene for næringslivet.
- Blandt tidens andre træk må fremhæves, at planlægning af byudviklingen nu blev landsomfattende og samordnet i form af henholdsvis regionplaner (forestået af amtskommunerne samt Hovedstadsrådet), kommuneplaner og lokalplaner (forestået af de enkelte kommuner).
- Endvidere fik saneringen (senere byfornyelsen) i gamle bykerner betydning for såvel beboere som næringsliv i disse områder.

Samlet indebar disse forandringer nye udviklingsbetingelser for land og by. Som det hurtigt skulle vise sig, var evnen til at tilpasse sig de nye vilkår meget uens rundt om i landet.
Efter 1970 skete der et markant skifte, idet mindre byer begyndte at vokse hurtigere og samtidig udviste en kraftig industrialisering, mens de store byer stagnerede og endda udviste faldende indbyggertal. Denne udvikling er blandt andet sat i forbindelse med kommunalreformen i 1970, idet et antal byer nu blev centre for de ny storkommuner, hvorved de blev samlingssteder for såvel den kommunale forvaltning som offentlige tjenester, handel og liberale erhverv samt industriudvikling, men udviklingen skal tillige ses i lyset af den grad af initiativ, der blev udvist i de mindre byer for at modvirke den krise, der ramte landet og af de hidtidige virksomheders evne til at tilpasse sig de forandrede økonomiske betingelser. Det kan fastslås, at skiftet i industriens fordeling ikke så meget skyldes udflytning af eksisterende industrien fra de gamle storbyer til mindre omegnsbyer men fortrinsvis oprettelse af nye virksomheder i småbyerne samtidig med, at en del virksomheder i den større byer indskrænkedes eller afvikledes helt.

#### Oversigt
Urbaniseringen er en forvandlingsproces, som har sat sit præg på alle dele af det danske samfund, ikke kun i geografisk-administrativ henseende, men tillige i forhold til de tre hovedbestanddele: de gamle købstæder, de nye bydannelser og de spredtbebyggede (til dels ubebyggede) landdistrikter.

##### Købstæder
Købstæderne har mistet deres tidligere egenart og særstilling, men de fleste gamle købstæder har oplevet en udvikling fra småby til storby med et alsidigt betjeningstilbud og rigt sammensat udbud af arbejdspladser, hvor industrien fortsat spiller en stor rolle, omend serviceerhvervene vinder frem i stigende grad. Dette er sket takket være de fordele, som købstæderne havde, da industrialisering og urbanisering satte ind og som gør, at de fleste tidligere købstæder nu har et bedre samvirke med deres omegn end de nogensinde havde i "gamle dage".

##### Bymæssige bebyggelser
Sammenfattende kan man sige, at de fleste af de nye byer, der voksede frem efter 1870 har gennemløbet følgende udviklingstrin:
- etablering (1840-1885): ringe befolkningstal (50-250 indbyggere), enkelte håndværkere og handlende (kro, købmand), begyndende fabriksvirksomhed,
- oplandsby (1885-1930): stærk befolkningsvækst (ofte over 500 indbyggere allerede omkring 1900 og over 750 indbyggere i 1916), mangesidig handel, håndværk, tjenesteydelser, embedsmænd, industrier oprettes og udvikles. En række steder, der først får station efter 1900, udvikler sig med et tilsvarende forskudt forløb, de er enten mindre (omkring 100-350 indbyggere i 1916) og/eller ofte mere prægede af landbrug,
- fabriksby (1930-1945): betinget vækst (mange byer stagnerer), industriens betydning er voksende gennem perioden (ofte over 40% af de sysselsatte), en del byer overlever fortrinsvis som oplandsbyer,
- midtpunkt i sognekommune (1945-1970): vækst som følge af udbygning af offentlige tjenester, herunder forvaltning, centralskoler og lignende; ny industribølge,
- industriby og storkommunecenter (efter 1970): industriel fornyelse og fremgang, udvikling inden for offentlige tjenester og forvaltning. Nogle byer var inde i en udvikling som fjernforstæder til gamle købstæder og andre større byer.

##### Landdistrikter
Landdistrikterne, de ikke-bymæssige dele af landet, har afgivet store dele af deres befolkningsoverskud og mindre dele af deres areal til byudvikling, men arealtabene er til at overse: hvor det samlede landbrugsareal på øerne i 1861 udgjorde 1.019.000 ha og i Jylland 1.444.000 ha, var det i 1982 på øerne faldet til 874.000 ha men i Jylland vokset til 2.013.000 ha således, at landbrugsarealets samlede størrelse i løbet af de 120 år voksede med 424.000 ha. Det er fortrinsvis gamle udyrkede arealer, der er overgået til byformål eller har erstattet landbrugets tab af jord til byudvikling. Byplanlægning og naturfredningslovgivning har fået opgaven at modvirke, at denne udvikling koster for store tab af levesteder for det naturlige plante- og dyreliv eller fratager befolkningen muligheden for at få tilfredsstillet behov for fritid og hvile. Landdistrikterne i hele deres mangfoldighed har fået en ære og værdighed, som de tidligere måtte savne.

##### Urbaniseringen fortsætter
Urbaniseringen i Danmark har været mangesidig, idet fremgang i gamle købstæder og fremvækst af nye byer skete samtidig, idet dog urbaniseringen har vist en tendens til at være mest udtalt i købstæderne i tiden fra 1840 indtil 1945 og i mindre byer efter 1945. Og urbaniseringen fortsætter: i 1960 boede 73,3% af befolkningen i byer, i 1965 76,3%, i 1970 79,2%, i 1976 81,9%, i 1999 85,0% og i 2004 85,4%. Landbefolkningen er omtrent stagnerende: i 1998 boede der i landdistrikterne 784.134 indbyggere, i 2004 786.989 indbyggere. Det er givet, at så længe det er muligt gennem byplanlægning at styre befolkningens bopælsmuligheder, så vil urbaniseringen ikke stoppe: boligområder planlægges som større helheder, der i almindelighed vil opfylde kravene til bymæssighed, idet fordelene med hensyn til betjening med ydelser som elektricitets-, vand- og varmeforsyning og kloakering – for ikke at tale om børnehaver, skoler og lignende, foruden de fordele der opnås ved beskyttelse af landbrugsarealer, skove, fritids- og fredede områder mod ødelæggelse alt andet lige er og forbliver en fordel.